# البحث عن علا
البحث عن علا هو مسلسل كوميدي مصري من إخراج هادي الباجوري وتأليف مها الوزير وغادة عبد العال، المسلسل هو تكملة لمسلسل عايزة أتجوز الذي تم عرضه في موسم رمضان 2010. المسلسل من بطولة هند صبري، سوسن بدر، هاني عادل ومحمود الليثي. من المقرر عرض المسلسل على نتفليكس في أواخر 2021 وسيتكون من 6 حلقات.

## نبذة
رحلة الدكتورة الصيدلانية علا عبد الصبور في محاولة لمواكبة تطورات الحياة واكتشاف نفسها ومحاولتها البحث عن الحب بجانب مراعاة المسؤوليات الموضوعة على عاتقها.

## بطولة
| - هند صبري:(علا عبد الصبور) - سوسن بدر ( سهير والدة علا) - هاني عادل (هشام) - ندى موسى ( نسرين) | - محمود الليثي (منتصر) - داليا شوقي - عمر شريف (سليم) - خالد النبوي (ضيف شرف) |

- احمد طارق (دكتور مروان)

## روابط خارجية
- البحث عن علا على موقع IMDb (الإنجليزية)
- البحث عن علا على موقع روتن توميتوز (الإنجليزية)
- البحث عن علا على موقع نتفليكس (الإنجليزية)
- البحث عن علا على موقع فيلمافينيتي (الإسبانية)
- البحث عن علا على موقع كينوبويسك (الروسية)
- البحث عن علا على موقع ألو سيني (الفرنسية)
- البحث عن علا على موقع قاعدة بيانات الفيلم (الإنجليزية)